# Crayola
A Crayola amerikai művészeti kellékeket gyártó vállalat, amely főleg zsírkrétáiról és filctollairól ismert. Székhelye a Pennsylvania állambeli Forks Township-ben található. 1984 óta az üdvözlőlapokat gyártó Hallmark Cards leányvállalataként üzemel. A cég több mint 80 országban árulja termékeit.

## Története
A Crayolát 1885. március 31-én alapította két testvér, Edwin Binney és C. Harold Smith, New York államban, "Binney and Smith Company" néven. Eleinte színezőanyagokat gyártottak, 1903-ban kezdtek krétákat gyártani és ekkor vették fel a Crayola nevet.
A név a francia "craie" (kréta) szó és az "-ola" végződés keresztezése. Abban az időben az "-ola" több termék és gyártó nevében szerepelt, például Motorola, Victrola, Shinola stb. Több díjat is nyert már a cég hosszú pályafutása alatt, például 1904-ben Binney és Smith aranyérmet nyertek a pormentes krétájuk (dustless chalk) miatt a St. Louis-i világkiállításon.
A Crayola bekerült a National Toy Hall of Fame-be is.
Múzeumot és látogató központot is üzemeltetnek, "Crayola Experience" (eredetileg Crayola Factory) néven. Itt a látogatók megismerhetik a cég történetét, illetve ki is lehet próbálni a termékeiket. 2003-ban leleplezték a "Világ Legnagyobb Zsírkrétáját", amelyet a Crayola századik évfordulójának ünneplése alkalmából készítettek. A Világ Legnagyobb Zsírkrétája kék színű, 15 láb hosszú és 123.000 használt zsírkrétából készült.
A Crayola név alatt színes ceruzák, kifestőkönyvek és számtalan egyéb művészeti kellékek is jelennek meg.